# Alberto Mario González
Pour les articles homonymes, voir González.
Alberto Mario González (né le 21 août 1941 à Buenos Aires en Argentine et mort le 26 février 2023) est un joueur de football international argentin, qui évoluait au poste de milieu de terrain.

## Biographie

### Carrière en sélection
Avec l'équipe d'Argentine, il dispute 19 matchs (pour aucun but inscrit) entre 1962 et 1967. Il figure notamment dans le groupe des sélectionnés lors des Copa América de 1963 et de 1967.
Il dispute également les coupes du monde de 1962 et 1966.

## Palmarès
Boca Juniors
- Championnat d'Argentine (3) :
  - Champion : 1962, 1964 et 1965.